# Juliusz Tadeusz Mycke
Juliusz Tadeusz Mycke (ur. 14 marca 1912 w Piotrkowie Trybunalskim, zm. 17 września 1944 w Warszawie) – polski harcerz, członek organizacji harcerskiej Szare Szeregi, a także porucznik ZWZ AK. Brał udział w Powstaniu Warszawskim.

## Życiorys

### Rodzina
Juliusz Mycke urodził się 14 marca 1912 r. w Piotrkowie Trybunalskim. Był synem Piotrkowskiego szewca Wojciecha Mycke. Miał czterech starszych braci i jedną siostrę Nelę Nowakowską. Dwóch zostało zamordowanych w obozach koncentracyjnych. Trzeci z nich – Jerzy przeżył wojnę i zmarł 1972 roku. Był również kawalerem orderu Virtuti Militari. Matka Waleria z domu Szulc.

### Życie przed II wojną światową
Z Harcerstwem związał się w wieku 12 lat. Był członkiem 4 Drużyny Harcerskiej (Brak dokładniejszych informacji na temat owej drużyny), w której po kolei pełnił funkcje: zastępowego, gospodarza, plutonowego i przybocznego. W tym czasie był też członkiem koła tanecznego. W 1934 roku Juliusz ukończył Państwowe Gimnazjum im. Bolesława Chrobrego w Piotrkowie Trybunalskim. W roku 1935 rozpoczął studia w Szkole Nauk Politycznych w Warszawie. W tym też czasie był członkiem Kręgu Starszoharcerskiego Akademii Nauk Politycznych. W latach 1934–35 odbył służbę wojskową. Przydzielono go do 7 Dywizji Piechoty w Częstochowie. Tam właśnie ukończył Kurs Dywizyjny Podchorążych Rezerwy w stopniu plutonowego podchorążego. Ze względu na trudne warunki finansowe przerwał naukę, by znowu podjąć ją w roku 1937. Jeszcze w tym roku Juliusz został awansowany do stopnia podporucznika rezerwy.

### Początek II wojny światowej
Gdy w roku 1939 wybuchła II wojna światowa Juliusz dostał następny awans, awans na porucznika. Został także przydzielony do 25 Pułku Piechoty w Piotrkowie Trybunalskim. Po rozbiciu pułku 3 września pod Złotym Potokiem wraz z ocalałymi żołnierzami dotarł na wschodnie tereny Rzeczypospolitej. 17 września Juliusz został pojmany przez siły radzieckie. Jako podchorąży z terenów okupowanych przez władze niemieckie został wymieniony i skierowany do obozu jenieckiego w Radomiu. Przy pomocy jego brata Jerzego udało mu się uciec z transportu, po czym osiedlił się w Warszawie. W stolicy wraz z bratem zajęli się furmaństwem, co dało Juliuszowi możliwość bezpiecznego poruszania się po mieście, a także stały dochód. Mieszkając w Warszawie zmienił swoje nazwisko na „Marian Tarski”.

### Życie w Warszawie w czasie okupacji niemieckiej

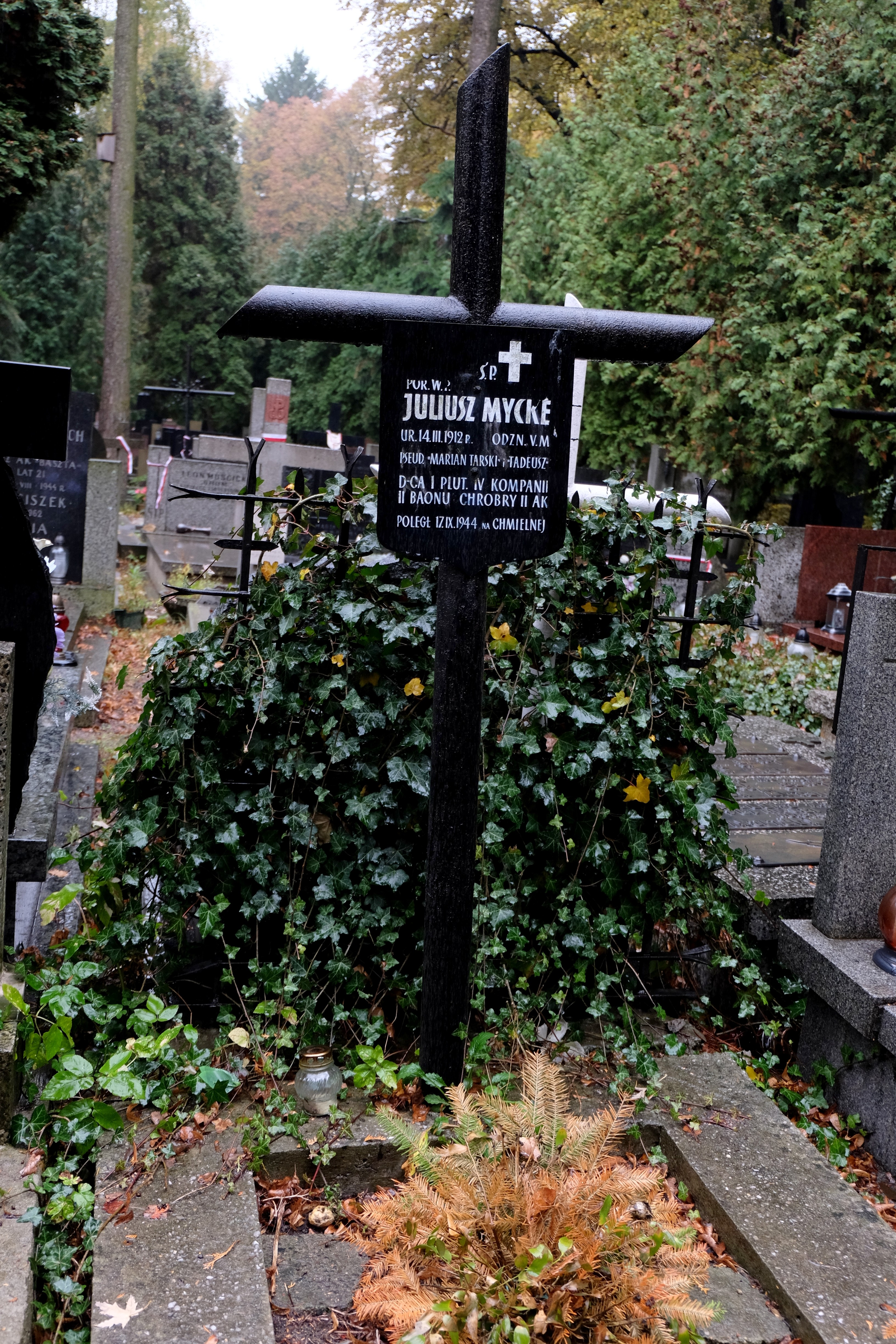
Grób Juliusza Tadeusza Mycke na Cmentarzu Wojskowym na Powązkach w Warszawie

Od pierwszych dni niemieckiej okupacji związał się z konspiracją wojskową – Związkiem Walki Zbrojnej, a potem Armii Krajowej i Szarym Szeregami. Juliusz jako oficer, specjalista od broni maszynowej prowadził szkolenia w Szarych Szeregach z dziedziny znajomości i obsługi broni maszynowej. Swoim transportem przewoził materiały potrzebne do budowy budynku, który potem stał się tajną drukarnią. Budynek stał przy ulicy Ogrodowej. Organizował też drukarnie przy ulicach: Śląskiej, Targowej i Grzybowskiej. Przebywając w Warszawie nie stracił kontaktów ze swoim miastem rodzinnym – Piotrkowem Trybunalskim. Współpracował z Celestyną Orlikowską – dyrektorką Seminarium Nauczycielskiego przy kolportażu nielegalnej prasy. W styczniu roku 1944 Juliusz przyjął obowiązki dozorcy domu i dzierżawcy składu węgla przy ul. Grzybowskiej 17, gdzie mieściła się tajna drukarnia. Podczas przewożenia węgla przemycał papier i wywoził z węglem gotową prasę.

### Powstanie warszawskie
Gdy wybuchło powstanie warszawskie, został dowódcą 1 plutonu 4 kompanii Zgrupowania „Chrobry II”. Jego oddział liczył 35 osób. Juliusz wraz ze swoimi ludźmi walczył na ulicach Grzybowej i Ciepłej, w okolicach Żelaznej Bramy i Hali Mirowskiej. We wrześniu po dozbrojeniu plutonu został wysłany z grupą szturmową na pomoc placówce przy ul. Chmielnej, broniącej linii Nowego Światu.
Juliusz zginął 17 września 1944 roku na ulicy Chmielnej, gdy prowadził przeciwnatarcie, pocisk z granatnika rozerwał się mu na podbrzuszu. Pochowany został na dziedzińcu domu, w którym mieszkał. Po ekshumacji spoczywa w kwaterze Powstańców na  Cmentarzu Powązkowskim (A 23 rząd 5, grób5). Pośmiertnie odznaczony orderem  Virtuti Militari.